# لويس آن درينكووتر
لويس آن درينكووتر (بالإنجليزية: Lois Ann Drinkwater)‏ هي عداءة سريعة أمريكية، ولدت في 15 أبريل 1951 في فينيكس في الولايات المتحدة.

## وصلات خارجية
- لويس آن درينكووتر على موقع أوليمبيديا (الإنجليزية)